# Вишекорпусна кошница широкониских оквира
Вишекорпусна кошница је састављена из више корпуса (наставака) у којима се налазе рамови. Основа кошнице може бити рађена у односу на Лангстротову или Дадан-Блатову кошницу. Може имати од 4 до 8, па и више наставака. Врло је погодна за развој пчелиње заједнице у пролеће и за убирање слабих пчелињих паша. Осим тога, лако спречава ројење, обезбеђује довољно простора за смештај меда и омогућује складиштење чистог сортног меда. Недостатак јој је да је мање погодна за презимљавање пчелињих друштава, па се не препоручује пчеларима аматерима.